# Kvalavåg
Kvalavåg este o localitate din comuna Karmøy, provincia Rogaland, Norvegia.